# Péter Jakab

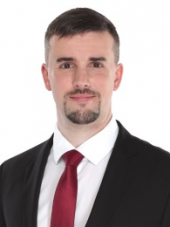
Péter Jakab

Péter Jakab (* 16. August 1980 in Miskolc) ist ein ungarischer Politiker. Er ist parteiloser Abgeordneter im ungarischen Parlament. Bis 2022 war er Partei- und Fraktionsvorsitzender der Partei Jobbik. Jakab war weiterhin Kandidat für die Vorwahl der Premierministerkandidatur der vereinigten Opposition im September–Oktober 2021 für die Parlamentswahl 2022 und erhielt bei der ersten Runde der Vorwahl 14,08 Prozent der abgegebenen gültigen Stimmen, welche nicht ausreichend waren, um in die abschließende Stichwahl zu gelangen.

## Werdegang
Jakab ist jüdischer Herkunft. Sein Urgroßvater wurde in Auschwitz ermordet, seine Großmutter ließ sich noch vor dem Zweiten Weltkrieg taufen und erzog 11 Kinder in Mezőtúr.
Er absolvierte die Universität von Miskolc im Jahr 2004 und arbeitete von 2009 bis 2010 als Geschichtslehrer in einer Sekundar- und Berufsschule, wo er Roma-Kinder unterrichtete.
Bei den Parlamentswahlen 2018 wurde er zum Abgeordneten im ungarischen Parlament gewählt. Jakab war von Januar 2020 bis Juni 2022 Vorsitzender der Partei Jobbik, am 8. Juni 2022 trat er zurück. Von Juni 2019 bis Juli 2022 war er außerdem Fraktionsvorsitzender der Partei Jobbik im Parlament. Nach dem Austritt aus der Partei kündigte er im August 2022 an, eine neue politische Gruppierung mit dem Namen Nép Pártján Mozgalom (deutsch Volksparteibewegung) zu gründen. Mittlerweile gibt es diese Gruppe mit Péter Jakab als Vorsitzendem, aber sie hat bisher noch keinen Status als Partei.